# Nefertiti, figlia del sole
Nefertiti, figlia del sole è un film del 1995 diretto da Guy Gilles.